# كريستين ثاتشر
كريستين ثاتشر (بالإنجليزية: Kristine Thatcher) هي كاتِبة وكاتبة مسرحية أمريكية، ولدت عام 1951.